# Franciaország az 1960. évi téli olimpiai játékokon
Franciaország az egyesült államokbeli Squaw Valleyben megrendezett 1960. évi téli olimpiai játékok egyik részt vevő nemzete volt. Az országot az olimpián 6 sportágban 26 sportoló képviselte, akik összesen 3 érmet szereztek.

## Érmesek
| Érem  | Versenyző     | Sportág  | Versenyszám      |
| ----- | ------------- | -------- | ---------------- |
| Arany | Jean Vuarnet  | Alpesisí | Férfi lesiklás   |
| Bronz | Guy Périllat  | Alpesisí | Férfi lesiklás   |
| Bronz | Charles Bozon | Alpesisí | Férfi műlesiklás |

## Alpesisí
Férfi
| Versenyző        | Versenyszám      | 1. futam | 1. futam | 2. futam | 2. futam | Összesítés | Összesítés |
| Versenyző        | Versenyszám      | Idő      | Hely.    | Idő      | Hely.    | Idő        | Helyezés   |
| ---------------- | ---------------- | -------- | -------- | -------- | -------- | ---------- | ---------- |
| François Bonlieu | Műlesiklás       | 1:09,8   | 2.*      | kizárták | kizárták | kiesett    | kiesett    |
| François Bonlieu | Óriás-műlesiklás |          |          |          |          | 1:51,2     | 11.        |
| Charles Bozon    | Lesiklás         |          |          |          |          | 2:09,6     | 8.         |
| Charles Bozon    | Műlesiklás       | 1:09,8   | 2.*      | 1:00,6   | 5.       | 2:10,4     |            |
| Charles Bozon    | Óriás-műlesiklás |          |          |          |          | 1:51,0     | 9.         |
| Adrien Duvillard | Lesiklás         |          |          |          |          | kizárták   | kizárták   |
| Adrien Duvillard | Műlesiklás       | 1:21,9   | 31.      | kizárták | kizárták | kiesett    | kiesett    |
| Adrien Duvillard | Óriás-műlesiklás |          |          |          |          | 1:51,1     | 10.        |
| Guy Périllat     | Lesiklás         |          |          |          |          | 2:06,9     |            |
| Guy Périllat     | Műlesiklás       | 1:11,0   | 8.       | 1:00,8   | 6.       | 2:11,8     | 6.         |
| Guy Périllat     | Óriás-műlesiklás |          |          |          |          | 1:50,7     | 6.         |
| Jean Vuarnet     | Lesiklás         |          |          |          |          | 2:06,0     |            |

Női
| Versenyző         | Versenyszám      | 1. futam | 1. futam | 2. futam | 2. futam | Összesítés | Összesítés |
| Versenyző         | Versenyszám      | Idő      | Hely.    | Idő      | Hely.    | Idő        | Helyezés   |
| ----------------- | ---------------- | -------- | -------- | -------- | -------- | ---------- | ---------- |
| Arlette Grosso    | Lesiklás         |          |          |          |          | 1:44,2     | 14.*       |
| Arlette Grosso    | Műlesiklás       | 1:07,5   | 33.      | 59,3     | 8.       | 2:06,8     | 22.        |
| Arlette Grosso    | Óriás-műlesiklás |          |          |          |          | 1:43,9     | 18.        |
| Anne-Marie Leduc  | Műlesiklás       | 58,6     | 11.*     | 1:04,9   | 26.      | 2:03,5     | 17.        |
| Anne-Marie Leduc  | Óriás-műlesiklás |          |          |          |          | 1:41,5     | 8.         |
| Marguerite Leduc  | Lesiklás         |          |          |          |          | 1:45,6     | 18.        |
| Marguerite Leduc  | Műlesiklás       | 1:02,2   | 23.      | 1:02,4   | 20.      | 2:04,6     | 19.        |
| Thérèse Leduc     | Lesiklás         |          |          |          |          | 1:44,2     | 14.*       |
| Thérèse Leduc     | Műlesiklás       | 59,2     | 16.*     | 58,2     | 4.       | 1:57,4     | 4.         |
| Thérèse Leduc     | Óriás-műlesiklás |          |          |          |          | 1:40,8     | 7.         |
| Janine Monterrain | Lesiklás         |          |          |          |          | 2:03,0     | 38.        |
| Janine Monterrain | Óriás-műlesiklás |          |          |          |          | 1:42,4     | 13.        |

* - egy másik versenyzővel azonos eredményt ért el

## Biatlon
| Versenyző       | Lövőhiba | Időeredmény | Helyezés |
| --------------- | -------- | ----------- | -------- |
| Victor Arbez    | 18       | 2:01:58,4   | 25.      |
| Gilbert Mercier | 17       | 2:03:16,6   | 27.      |
| René Mercier    | 15       | 1:56:13,2   | 22.      |
| Paul Romand     | 18       | 2:04:48,4   | 28.      |

## Gyorskorcsolya
Férfi
| Versenyző         | Versenyszám | Eredmény | Helyezés |
| ----------------- | ----------- | -------- | -------- |
| Raymond Gilloz    | 500 m       | 42,0     | 18.      |
| Raymond Gilloz    | 1500 m      | 2:14,2   | 10.      |
| Raymond Gilloz    | 5000 m      | 8:11,5   | 10.      |
| André Kouprianoff | 500 m       | 41,5     | 15.      |
| André Kouprianoff | 1500 m      | 2:13,3   | 8.       |
| André Kouprianoff | 5000 m      | 8:10,4   | 9.       |
| André Kouprianoff | 10 000 m    | 16:39,1  | 11.      |

Női
| Versenyző       | Versenyszám | Eredmény | Helyezés |
| --------------- | ----------- | -------- | -------- |
| Françoise Lucas | 500 m       | 48,3     | 13.      |
| Françoise Lucas | 1000 m      | 1:38,4   | 14.      |
| Françoise Lucas | 1500 m      | 2:36,6   | 17.      |
| Françoise Lucas | 3000 m      | 5:42,5   | 15.      |

## Műkorcsolya
| Versenyző         | Versenyszám  | Kötelező elemek   | Kötelező elemek | Kűr               | Kűr   | Összesítés                     | Összesítés                     | Összesítés                     | Összesítés                     | Összesítés                     | Összesítés                     | Összesítés                     | Összesítés                     | Összesítés                     | Összesítés        | Összesítés        | Összesítés  | Összesítés | Összesítés |
| Versenyző         | Versenyszám  | Kötelező elemek   | Kötelező elemek | Kűr               | Kűr   | Helyezési pontszámok bírónként | Helyezési pontszámok bírónként | Helyezési pontszámok bírónként | Helyezési pontszámok bírónként | Helyezési pontszámok bírónként | Helyezési pontszámok bírónként | Helyezési pontszámok bírónként | Helyezési pontszámok bírónként | Helyezési pontszámok bírónként | Több. hely. száma | Több. hely. össz. | Hely. össz. | Pont       | Helyezés   |
| Versenyző         | Versenyszám  | Több. hely. száma | Hely.           | Több. hely. száma | Hely. | 1                              | 2                              | 3                              | 4                              | 5                              | 6                              | 7                              | 8                              | 9                              | Több. hely. száma | Több. hely. össz. | Hely. össz. | Pont       | Helyezés   |
| ----------------- | ------------ | ----------------- | --------------- | ----------------- | ----- | ------------------------------ | ------------------------------ | ------------------------------ | ------------------------------ | ------------------------------ | ------------------------------ | ------------------------------ | ------------------------------ | ------------------------------ | ----------------- | ----------------- | ----------- | ---------- | ---------- |
| Alain Giletti     | Férfi egyéni | 6×3+              | 3.              | 5×3+              | 3.    | 3,0                            | 4,0                            | 4,0                            | 2,0                            | 2,0                            | 4,0                            | 5,0                            | 2,0                            | 5,0                            | 7×4+              | 21,0              | 31,0        | 1399,2     | 4.         |
| Alain Calmat      | Férfi egyéni | 8×8+              | 8.              | 7×6+              | 6.    | 6,0                            | 6,0                            | 6,0                            | 5,0                            | 6,0                            | 6,0                            | 7,0                            | 5,0                            | 7,0                            | 7×6+              | 40,0              | 54,0        | 1340,3     | 6.         |
| Nicole Hassler    | Női egyéni   | 5×12+             | 12.             | 5×10+             | 12.   | 11,0                           | 8,0                            | 11,0                           | 10,0                           | 11,0                           | 16,0                           | 9,0                            | 13,0                           | 8,0                            | 7×11+             | 68,0              | 97,0        | 1272,6     | 11.        |
| Danielle Rigoulot | Női egyéni   | 5×11+             | 11.             | 6×13+             | 13.   | 12,0                           | 13,0                           | 14,0                           | 11,0                           | 15,0                           | 12,0                           | 8,0                            | 11,0                           | 11,0                           | 6×12+             | 65,0              | 107,0       | 1253,8     | 13.        |

## Sífutás
Férfi
| Versenyző                                               | Versenyszám     | Eredmény  | Helyezés |
| ------------------------------------------------------- | --------------- | --------- | -------- |
| Victor Arbez                                            | 15 km           | 55:41,1   | 26.      |
| Benoît Carrara                                          | 15 km           | 55:38,5   | 25.      |
| René Mandrillon                                         | 15 km           | 56:01,5   | 29.      |
| René Mandrillon                                         | 30 km           | 2:02:05,3 | 25.      |
| Jean Mermet                                             | 15 km           | 54:44,5   | 21.      |
| Jean Mermet                                             | 30 km           | 1:58:57,9 | 19.      |
| Victor Arbez René Mandrillon Benoît Carrara Jean Mermet | 4 × 10 km váltó | 2:26:30,8 | 7.       |

## Síugrás
| Versenyző         | 1. ugrás | 1. ugrás | 1. ugrás | 2. ugrás | 2. ugrás | 2. ugrás | Összesítés | Összesítés |
| Versenyző         | Távolság | Pont     | Hely.    | Távolság | Pont     | Hely.    | Pont       | Helyezés   |
| ----------------- | -------- | -------- | -------- | -------- | -------- | -------- | ---------- | ---------- |
| Claude Jean-Prost | 84,5     | 99,9     | 21.      | 75,5     | 96,9     | 30.      | 196,8      | 26.        |
| Régis Robert Rey  | 78,0     | 87,7     | 38.      | 72,0     | 91,6     | 38.      | 179,3      | 38.        |